# Elizabeth Bulman
Elizabeth Bulman is een Amerikaans triatlete. Ze werd in 1985 tweede op de Ironman Hawaï. In deze wedstrijd lag Julie Moss op een eerste plaats, maar moest vanwege kramp uitstappen. Het jaar erop behaalde Bulman een vierde plaats bij deze wedstrijd.

## Belangrijke prestaties

### triatlon
- 1985:  Ironman Hawaï - 10:26.55
- 1986: 4e Ironman Hawaï - 10:07.18
- 1994: 368e overall Ironman Hawaï - 10:34.57
- 1996: 615e overall Ironman Hawaï - 10:56.11
- 1999: 949e overall Ironman Hawaï - 11:44.49
- 2001: 288e overall Ironman California - 3:57.00
- 2002: 162e overall Ironman 70.3 California - 4:38.42
- 2003: 188e overall Ironman 70.3 California - 5:00.54
- 2003: 206e overall Wildflower Long Course - 5:20.58 (1e W40-W44)
- 2004: 234e overall Ironman 70.3 California - 5:01.02 (1e W40-W44)